# أحمد أباد (مباركة)
أحمد أباد هي قرية في مقاطعة مباركة، إيران. عدد سكان هذه القرية هو 1,325 في سنة 2006.